# Râul Valea Jepilor
Râul Valea Jepilor este un curs de apă, afluent al râului Prahova. 